# Conrado Malta
Conrado Guilherme do Pazo Malta foi um pescador subaquático brasileiro. Integrou a "Seleção Brasileira de Caça submarina", vencedora do Campeonato Mundial de Caça Submarina de 1975, em Paracas, no Peru. Neste mesmo torneio, Conrado ficou em sexto lugar na competição individual.
Também foi bicampeão com a Seleção Brasileira no Campeonato Latino-Americano de Caça submarina em 1973 e 1976, e campeão fluminense de Caça submarina de 1976 (no I Campeonato do Novo Estado do Rio de Janeiro) por equipe, pelo "Iate Clube de Angra dos Reis" (ICAR).
Conrado Malta morreu em 19 de maio de 1976, nas proximidades da Ilha Rasa, quando treinava para o Campeonato Mundial de Caça Submarina (que foi realizado na Itália). Seu corpo foi encontrado ao largo de Maricá.
Em 1995, a Federação Estadual de Caça submarina oficializou o "Troféu Conrado Malta" como uma das competições da categoria do Estado do Rio de Janeiro.